# Undercover Mosque
Undercover Mosque ist ein Dokumentarfilm von Hardcashproductions für Channel 4 über islamistische Hassprediger in britischen Moscheen.

## Inhalt
Undercover Mosque wurde in Großbritannien kontrovers diskutierte, weil der Film dokumentiert, wie einzelne britische Imame unter anderem das folgende sagten:
- Ijaz Mian sagte über das Thema der nicht-muslimischen Gesetze: „Du kannst nicht die Herrschaft des Kafir akzeptieren…wir müssen über uns selber herrschen und über die anderen.“[3]

- Abu Usamah über Apostaten: „Wenn der Imam ihn kreuzigen will, soll er ihn kreuzigen. Die Person wird an das Holz genagelt und für drei Tage zum verbluten dort gelassen.“[4]

- Über mangelnde Intelligenz von Frauen: „Allah hat die Frauen, sogar wenn sie einen Doktortitel haben, mangelhaft erschaffen. Ihr Intellekt ist unvollständig, mangelhaft. Sie könnte an Hormonen leiden, die sie emotional machen. Man braucht zwei weibliche Zeugen, um ein genauso gutes Zeugnis zu erhalten, wie bei einem männlichen Zeugen.“[5]

- Er lobt den Mörder eines britischen Soldaten in Afghanistan, in dem er sagt: „Der Held des Islam, ist der, der seinen Kopf von den Schultern trennte.“[6]

- Abdullah el Faisal: „Du musst die indischen Geschäfte bombardieren und die Juden physisch töten.“[7][8]

- Bilal Philips über Mädchen, die vor der Pubertät verheiratet werden: „Der Prophet Mohammed erstellte Regeln für das Heiraten vor der Pubertät. Mit seinem Beispiel zeigte er auf, was erlaubt ist, und deshalb sollte es kein Thema sein, wenn ein älterer Mann eine jüngere Frau heiratet. Darauf schaut die Gesellschaft heute herunter, aber wir wissen, dass der Prophet Mohammed es praktizierte. Es war nicht Missbrauch oder Ausnutzung, es war Ehe.“[9]

- Dr. Mian: „Du musst in einer Situation leben wie ein Staat im Staate, bis du ihn übernimmst.“[10]

## Untersuchte Moscheen und islamische Zentren
- Markazi Jamiat Ahl-e-Hadith
- UK Islamic Mission (UKIM)
- London Central Mosque und Islamic Cultural Centre in Regent’s Park
- Green-Lane-Moschee, Birmingham
- Ahl-e-Hadith mosque, in Derby
- UKIM's Sparkbrook Islamic Centre, Birmingham

## Reaktionen
Die britische Konservative Partei und die Arbeiterpartei verlangten eine amtliche Untersuchung der Moscheen.
Muslimische Gruppen wie die Islamic Human Rights Commission verurteilten die Dokumentation. Die Gruppe sagte, dass der Film „ein weiteres Beispiel für antimuslimisches Verhalten sei“ und „dies beispielhaft für die Probleme von Islamophobie und Rassismus [sei], die in den Massenmedien vorhanden sind.“
Das Muslim Council of Britain kritisierte die Dokumentation als „sehr gehypt“ und dessen Vorsitzender Muhammad Abdul Bari sagte dazu: „Es werden unehrliche Taktiken angewendet, indem selektiv zitiert wird, von aufgenommenen Reden, mit der Absicht der Fehlinterpretation.“

### Untersuchung der Polizei und des CPS
Die Polizei startete Untersuchungen, ob kriminelle Handlungen von den Predigern in Moscheen und muslimischen Einrichtungen begangen wurden. Sie präsentierten ihre Untersuchungsergebnisse dem Crown Prosecution Service. Nach Ansicht des CPS ergab die Beweislage, dass „eine realistische Chance auf Verurteilung unwahrscheinlich ist.“

## Sendungen der BBC
Die Sendung Panorama der BBC, die am 21. August 2005 ausgestrahlt wurde, hatte zuvor ähnliche Themen und Reden in den Moscheen dokumentiert.
Der „Muslim Council of Britain“ verurteilte die Sendung als „sehr unfair“. Die BBC wies Vorwürfen von institutioneller oder programmtechnischer Voreingenommenheit zurück.

## Undercover Mosque: The Return
Am 1. September 2008 strahlte Channel 8 mit Undercover Mosque: The Return eine Fortsetzung der Dokumentation aus, in der die London Central Mosque, die Londoner King Fahad Academy sowie die britische Außenstelle der Islamischen Weltliga als wahhabitische, direkt oder indirekt vom saudischen Establishment kontrollierte Einrichtungen kritisiert werden.
Zudem wird der in Manchester lebende US-amerikanische Konvertit Khalid Yasin mit Sätzen zitiert, in denen er das Abschneiden von Händen und Füßen, sowie „rollende Köpfe“ als Abschreckungsmaßnahme befürwortet. Yasin reagierte mit einer wütenden Beschimpfungsmail, in der er die Dokumentation als „inakkuraten“ und unethischen „billigen Sensationsjournalismus“ bezeichnete.